# جورجه پائول آورام
جورجه پائول آورام (رومانیایی: George Paul Avram؛ زادهٔ ۳۱ مارس ۱۹۴۰ - درگذشت ۱۶ ژوئیه ۲۰۲۰) صداپیشه و بازیگر تئاتر، سینما و تلویزیون اهل رومانی بود.
از فیلم‌ها یا مجموعه‌های تلویزیونی که وی در آن‌ها نقش داشته است، می‌توان به بادبان‌های برافراشته و استفن کبیر - واسلویی ۱۴۷۵ اشاره نمود.